# Stacojiu
Stacojiu este o culoare roșie (ca a stacojului sau a homarului fiert), aprinsă, care corespunde culorii produsă de către fostul colorant textil "Scarlet Olanda", care este aproape de cârmâz. În caseta din dreapta arată culoarea specifică.
În spectrul luminii vizibile, și pe Discul lui Newton tradițional, acesta este un sfert din drum între roșu și portocaliu, ceva mai puțin portocaliu decât vermilion.

## Etimologie
Termenul stacojiu în limbile balcanice a suferit o evoluție de la un crustaceu marin stacoj din limba greacă, Αστακός (astacos), respectiv μαλακόστρακο (ma-lacost-raco), respectiv din cuvântul neogrec σταϰός, și cuvântul latin ástacus, la un material textil (țesut) colorat roșu ca acest crustaceu. Mai este numit în limba greacă κοκκινον (coccinos), în limba latină coccineus, Scarlet (din farsi سقرلات saqerlât, și limba latină scarlatum) în limba turcă și limba engleză.

## Istorie
- Din timpuri imemoriale și în multe culturi roșu-cârmiziu este culoarea simbolic asociată cu divinitatea și puterea.[2]
- În Grecia antică este folosit pentru a sfinți nunți și înmormântări.[2]
- Roșul (culoare de lumină și foc), a fost prezent în interiorul clădirilor religioase romane, cum ar fi Templul de la Afea Aegina sau Templul lui Isis din Pompei.[3]
- Deja în evul mediu a fost o confuzie între purpură și stacojiu.[4]

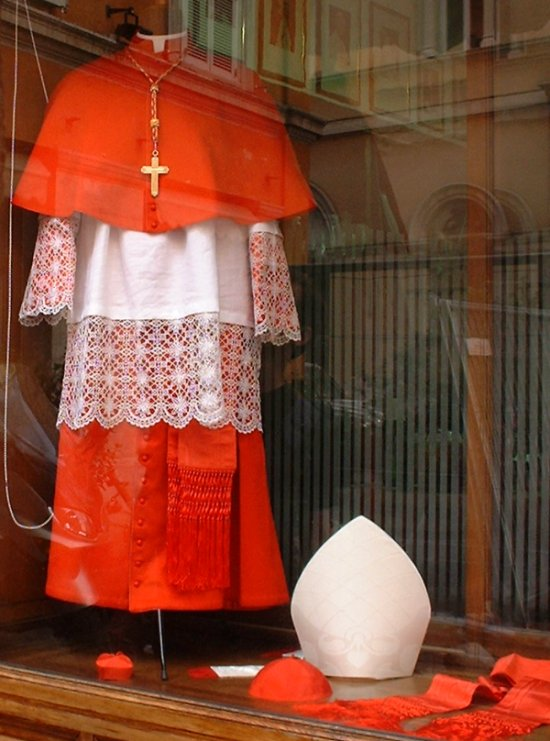
Roba unui cardinal

- De asemenea, pictorul și istoricul Matthew Paris, într-un studiu de straturi de arme include o variație de violet la rosu.[5]
- Curente de cercetare a simbolismului culori medievale găsește de asemenea, că este dificil să se separe o culoare de alta. [6]
- În Vechiul Testament, este menționat ca una dintre culorile cele mai prețioase. Dumnezeu îi spune lui Moise ce culoare ar trebui să fie perdeaua din Templu și veșmintele preoțești.[7] În Biblie, în Cartea lui Isaia (1:18) scrie: De vor fi păcatele voastre cum e cârmâzul, ca zăpada le voi albi, și de vor fi ca purpura, ca lâna albă le voi face. (si fuerint peccata vestra ut coccinum quasi nix dealbabuntur et si fuerint rubra quasi vermiculus velut lana erunt);(în originalul ebraic: haim ihiu khata'ei·chem kashanim kasheleg yalbinu) (haimiadimu katola' ka tzemer ihiu).
- În Noul Testament apare ca o reprezentare a culorii legată de păcat și rău. În cartea Apocalipsa (17:1-6) este descrisă "Prostituata cea Mare" (meretricius magnus) îmbrăcată în purpură și stacojiu (circumdata purpura et coccino), și călărind pe o fiară stacojie (besteam coccineam).
- „Haina de purpură a lui Hristos trebuie să fi avut aceeași tonalitate ca culoarea stacojie, símbol al păcatului.”— Cumont, F. (1949) Lux Perpetua
- În Roma Imperială, roșu a fost rezervat pentru împărat și căpeteniilor de război.
- Descoperirea unui depozit mare de alaun în Piața Bizantină (ingredient esențial în kermis colorant) fac pe Papa Paul I și cardinalii săi să schimbe culoarea hainelor lor în stacojiu.
- În secolul al XV-lea în Țările de Jos, Fecioara era reprezentată purtând această culoare, căci tinctura stacojie textilă era cea mai prețioasă.
- În timpul Renașterii și în conformitate cu protocolul vestimentar strict venețian, stacojiul ar putea fi culoarea de doliu.
- În Evul Mediu până în secolul al XIX-lea, miresele purtau roșu, de asemenea prostituatele au fost obligate să poarte o haină de culoare deosebită. Aici găsim o dualitate simbolică de dragoste și păcat a cărnii.[8]
- Stacojiul nobilimii încă mai păstrează o referință -covorul roșu de la intrarea la operă, teatre și hoteluri.[9]
- În prezent, încă Spania și Mexic extrag colorant roșu din cochineal (quermes), care este folosit pentru producerea de droguri farmaceutice, băutură și ruj.

## Galerie fotografică

Steagul Uniunii Sovietice
Drapelul Chinei
Steagul Armatei Roşii
Infanterist britanic din Divizia 1742, Regimentul 22 de infanterie
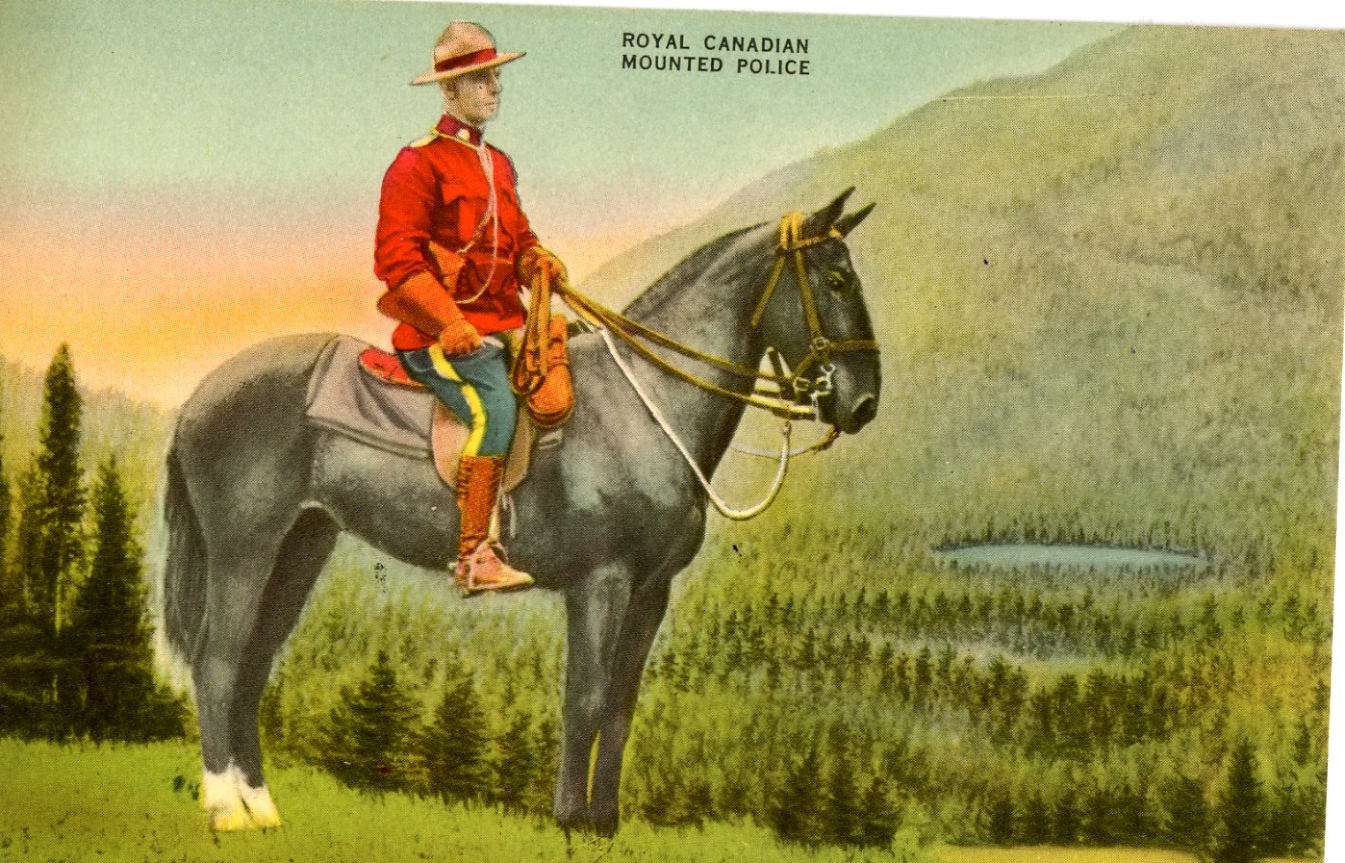
Felicitare a Poliţiei Regală Canadiană Montană
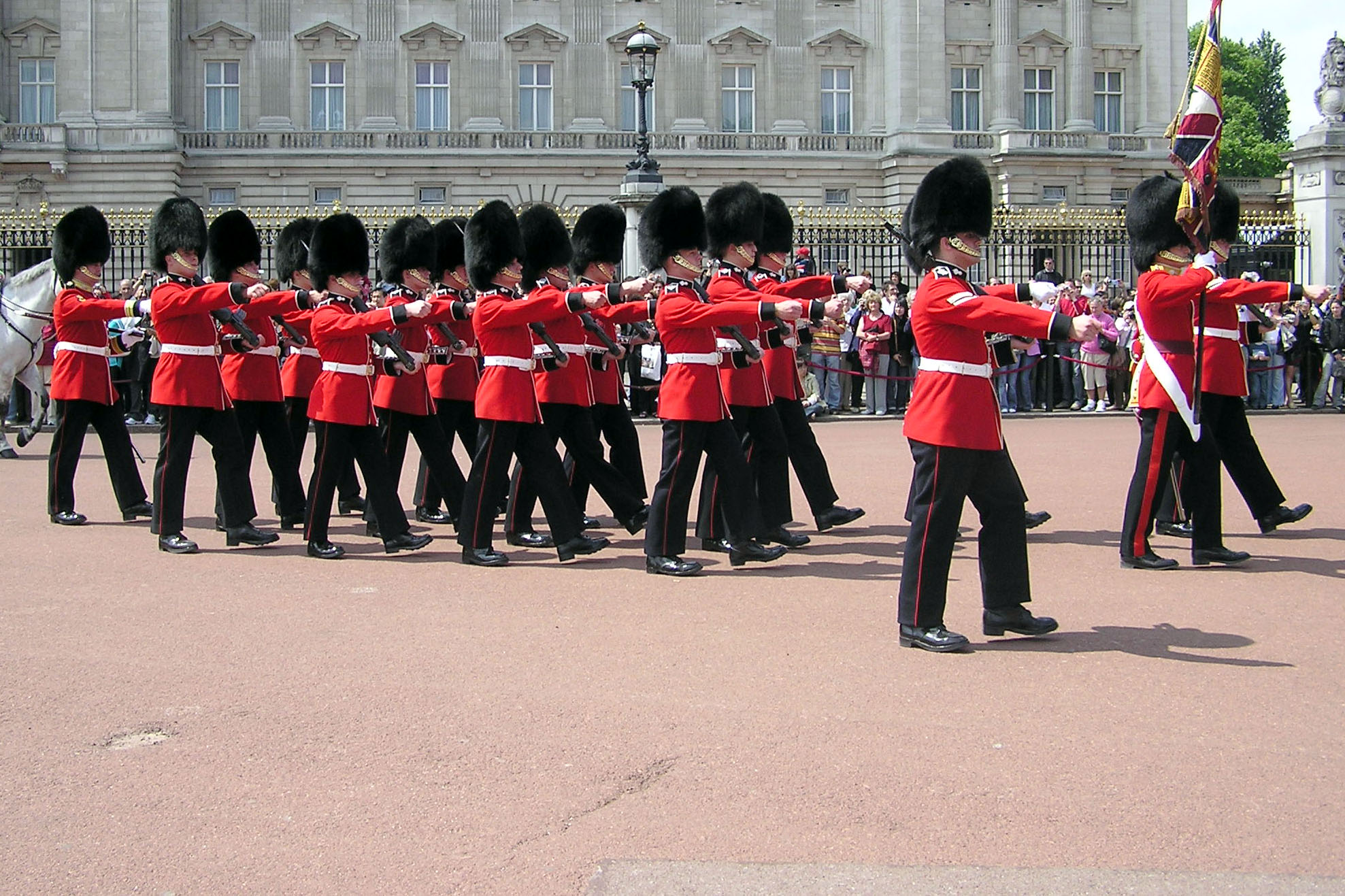
Gardienii Reginei la Palatul Buckingham
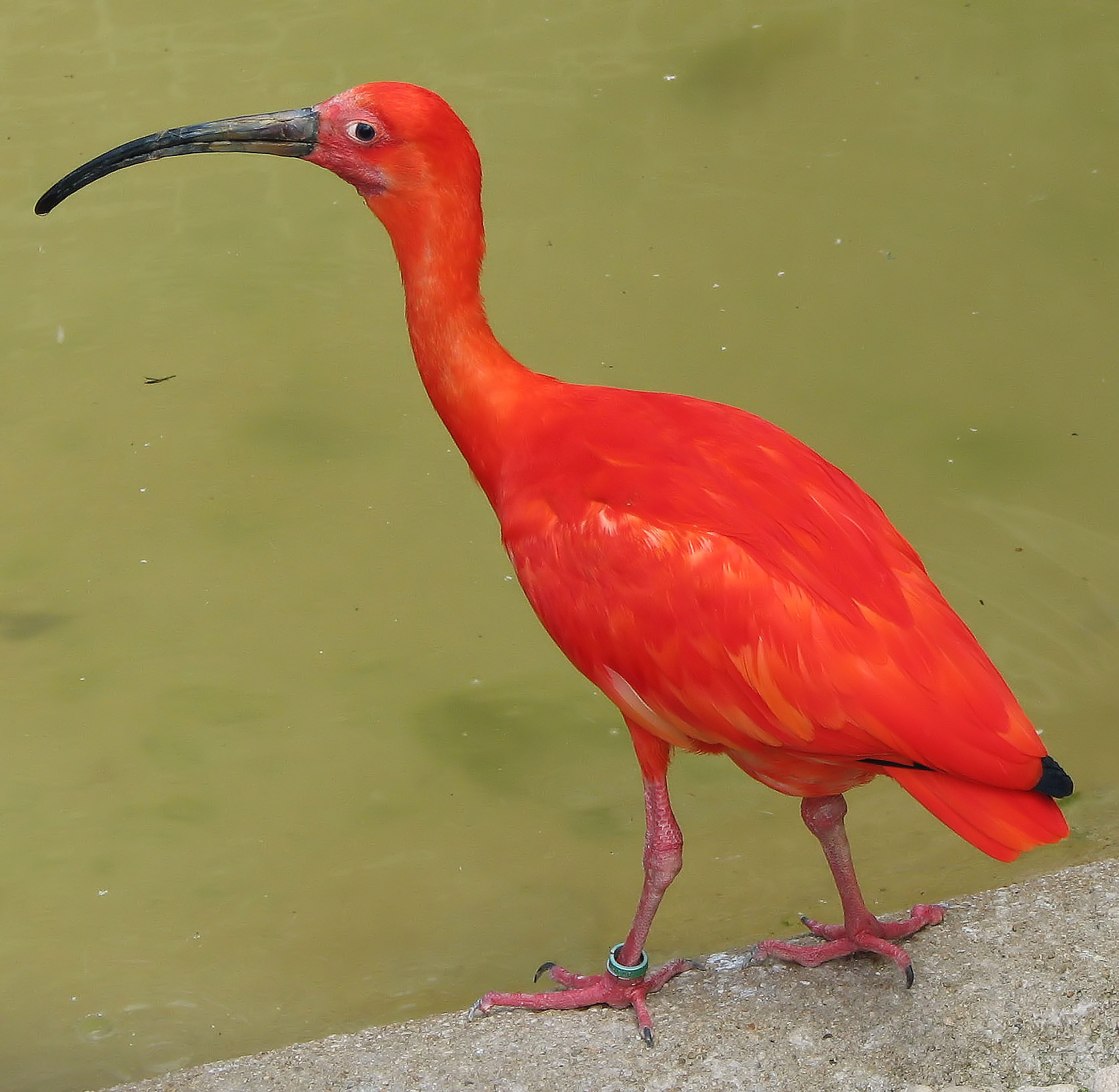
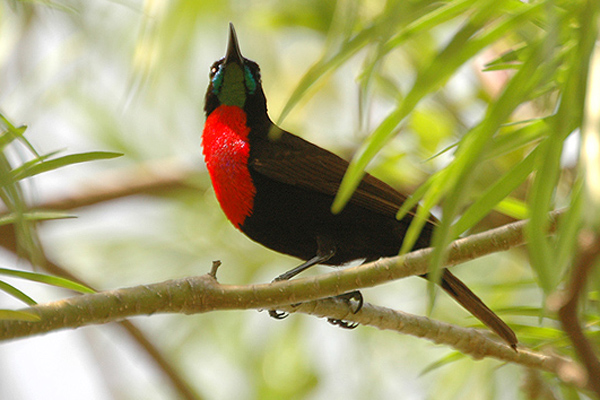
Pasăre Nectarină cu Piept Stacojiu, Chalcomitra sau Nectarinia Senegalensis
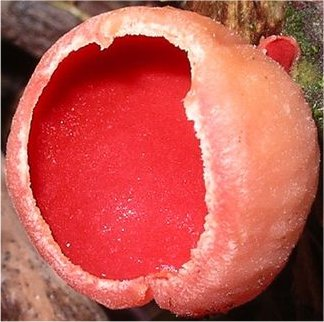
Fungi Ciuperci Hymenophore
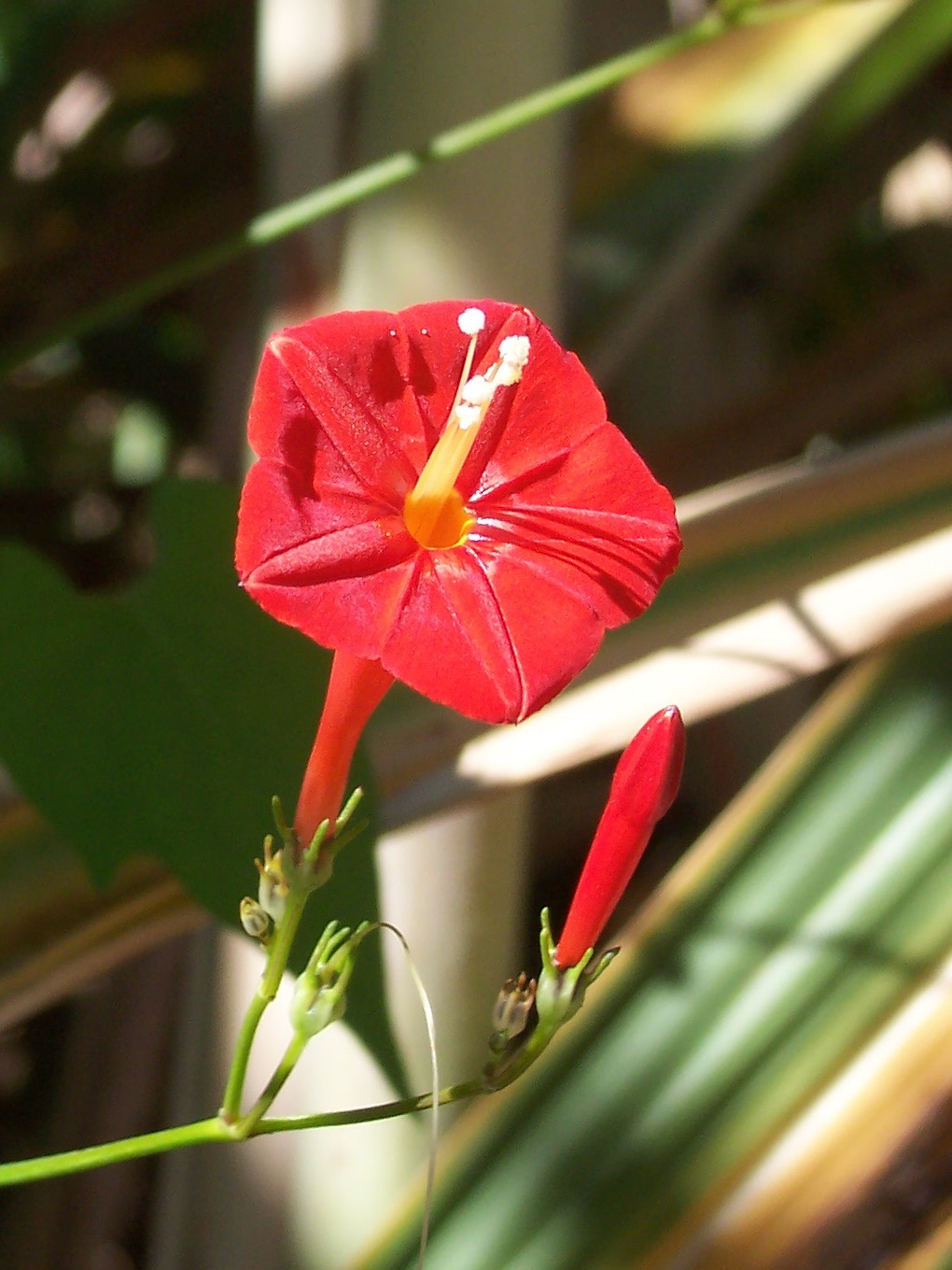
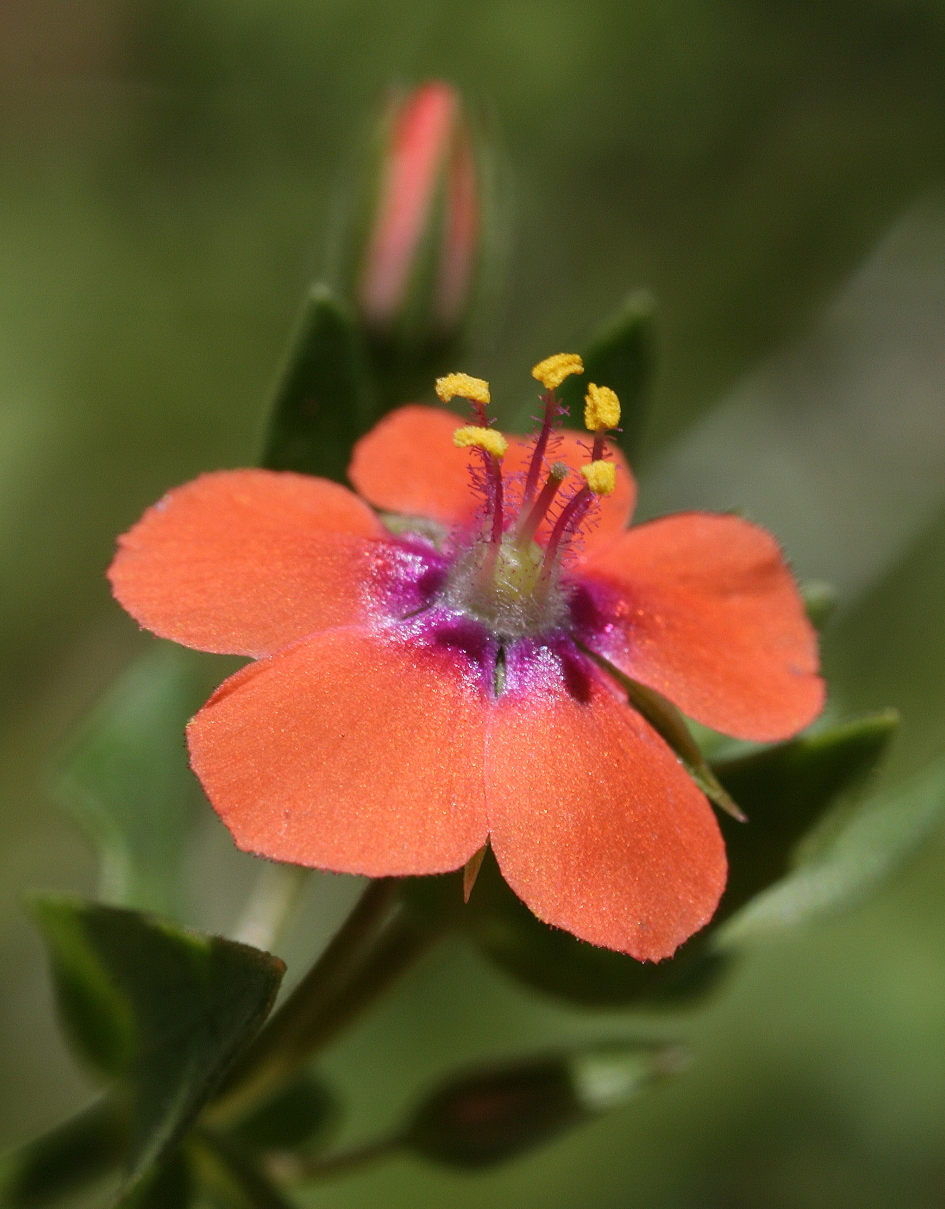
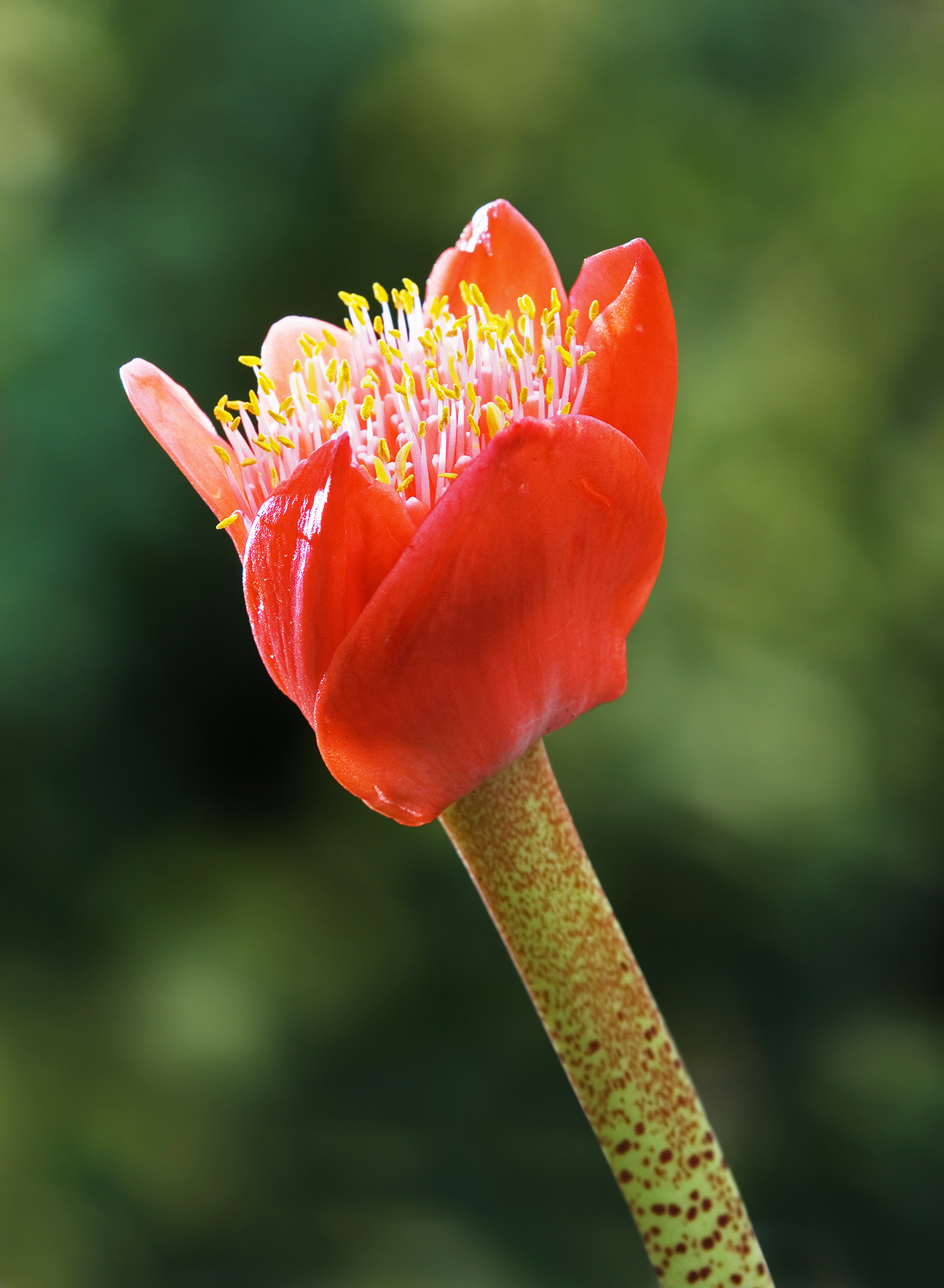
Haemanthus coccineus
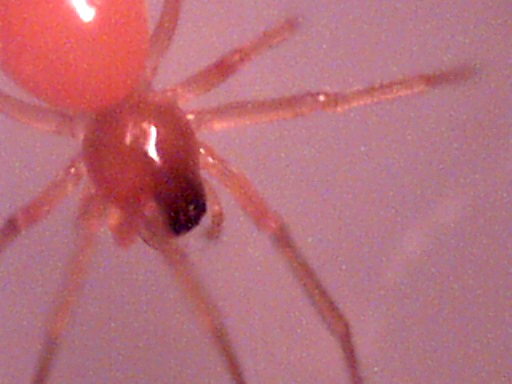
Florinda coccinea
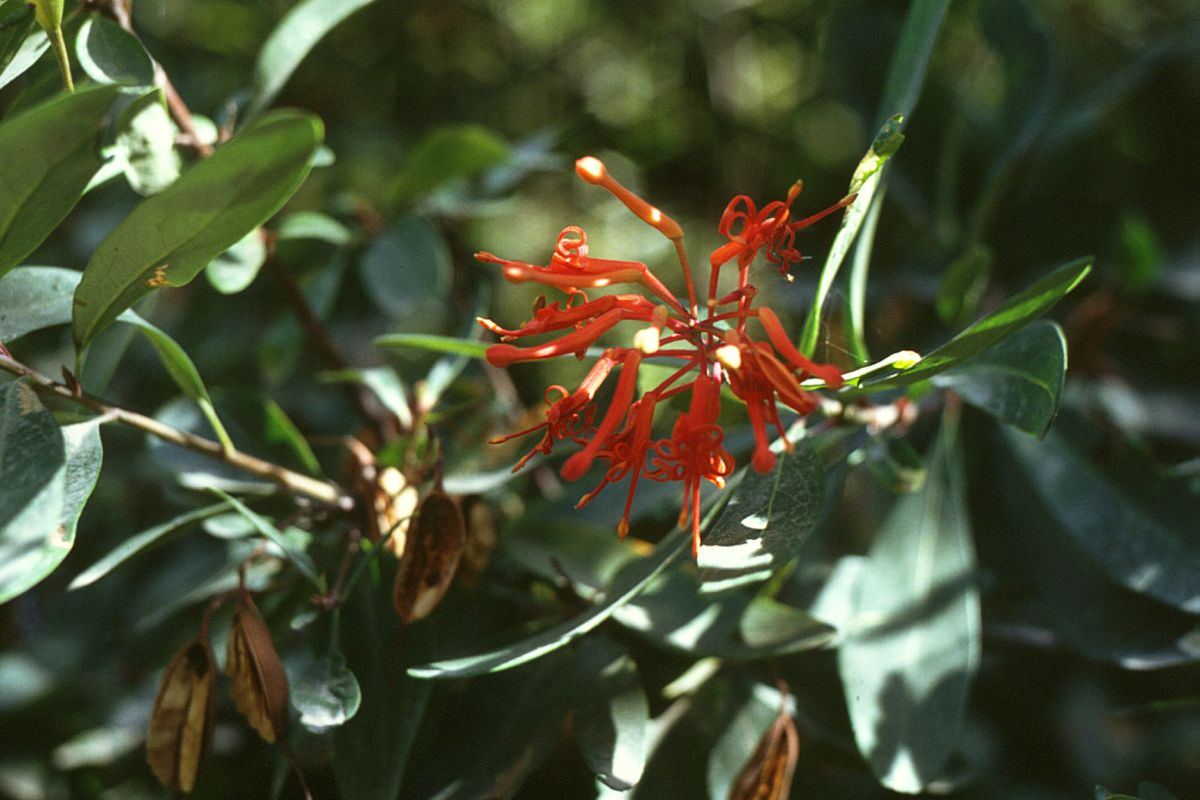
Embothrium coccineum
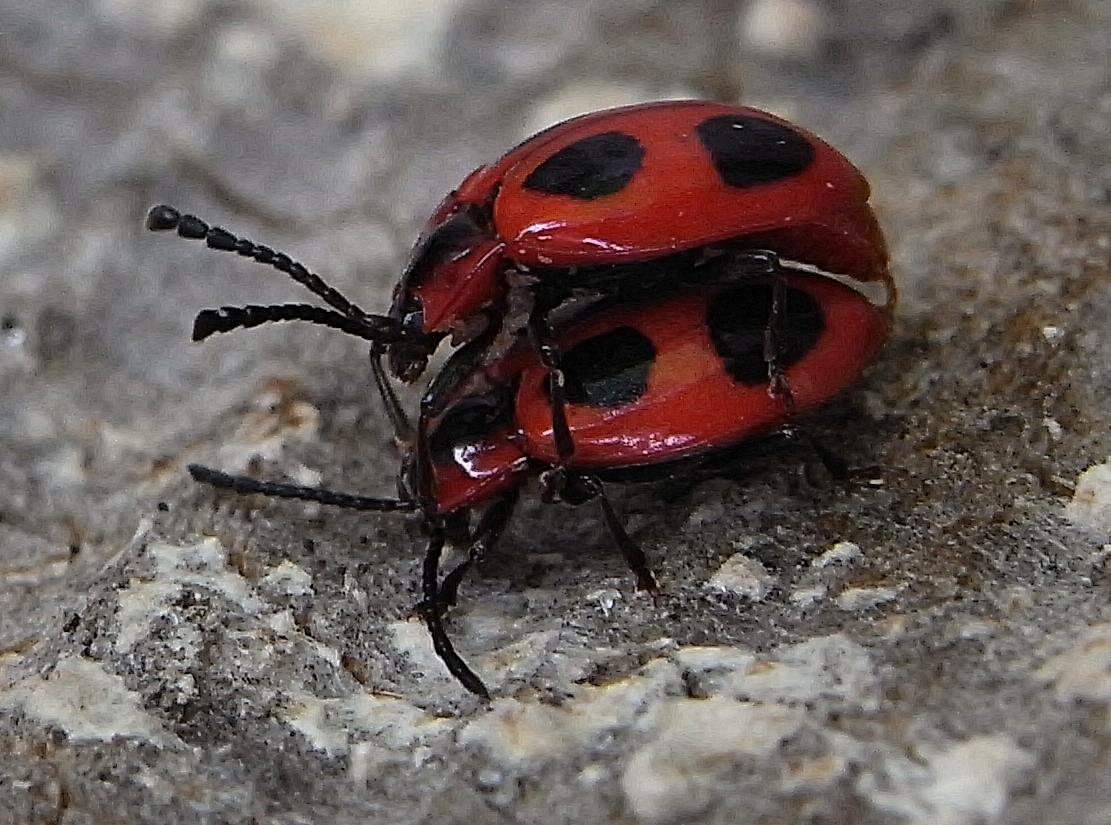
Endomychus coccineus